# Le Lynx (journal)
Pour les articles homonymes, voir Lynx (homonymie).
Le Lynx est un journal hebdomadaire satirique guinéen inspiré par le Canard enchaîné français, et proche du Crocodile au Togo, du Cafard libéré au Sénégal et du Journal du jeudi au Burkina Faso. L'une des marques de fabrique est l'attribution de sobriquets à tous les acteurs politiques guinées (« Fory Coco » pour Lansana Conté, par exemple, ou « Alpha Grimpeur » pour Alpha Condé).
Fondé en 1992 au temps de la dictature par Souleymane Diallo, il a résisté aux censures, pressions et arrestations, arborant à son fronton deux citations : l'une de Lansana Conté : « Je n'ai pas peur des critiques », l'autre d'Arthur Koestler : « L'histoire se fiche pas mal que vous vous rongiez les ongles ». Au cours des dix premières années, le journal ou ses journalistes ont essuyé cinq procès et deux séjours en prison (dont l'une pour la caricature de l'épouse du Chef de l'État, qui avait amené un vaste mouvement de solidarité, les lecteurs se réunissant pour payer la caution demandée). En 2009, Reporters sans frontières s'était ému des menaces qui pesaient sur la vie des journalistes eux-mêmes.
Le tirage est d'environ 30 000 exemplaires par semaine. En 2008, l'exemplaire vaut 2 000 FG ou 500 FCFA. Localement, les exemplaires sont souvent prêtés, photocopiés, voire loués. Il compte environ 16 pages.

## Histoire
En 1990, Souleymane Diallo avait cherché à créer un journal d'information générale qui se serait appelé La Boule de cristal, ou Le Cristal. Après une rencontre avec Mamadou Bâ, futur chef du parti Union pour la nouvelle république, il avait décidé de lancer La Nouvelle République. Quand son associé était entré en politique, Souleymane Diallo a repris sa liberté et créé un "hebdomadaire satirique indépendant" qui aurait dû porter le nom d'Œil de lynx et qui devient Le Lynx, ainsi qu'une maison d'édition dédiée, la Guicomed. De 1992 à 1998, le journal est écrit à Conakry, imprimé à Abidjan, renvoyé et diffusé à Conakry. En 1998, la société éditrice se lance elle-même dans l'impression du journal.
Parmi les collaborateurs du Lynx, on rencontre Williams Sassine, Mamadou Lamine Bah "BML", Ahmed Tidiane Cissé, Benn Pepito, etc.

## Prix et distinctions
- En mai 1999, l'hebdomadaire reçoit le prix « Presse et démocratie » dans le cadre du Festival Nord-Sud, organisé à Genève.
- En 2000, le prix du meilleur journal lui est décerné dans le cadre de « l’Excellence » qui récompense les créations nationales guinéennes.
- En 2003, le journal est récompensé par l’Agence intergouvernementale de la francophonie (AIF), ce qui lui permet d'acquérir du matériel multimédia[6].
- En 2022, le journal reçoit le Prix Souleymane-Diallo pour la liberté d'expression[7].